# Pseudotomoderus compressicollis
Pseudotomoderus compressicollis is een keversoort uit de familie snoerhalskevers (Anthicidae). De wetenschappelijke naam van de soort is voor het eerst geldig gepubliceerd in 1839 door Motschulsky.